# Mylabris hirta
Mylabris hirta là một loài bọ cánh cứng trong họ Meloidae. Loài này được Tan miêu tả khoa học năm 1992.